# Hiroshi Ogawa (Skilangläufer)
Hiroshi Ogawa (jap. 小川 弘 Ogawa Hiroshi; * 6. Juni 1944) ist ein ehemaliger japanischer Skilangläufer.
Ogawa, der an der Nihon-Universität studierte, gewann bei der Winter-Universiade 1964 in Špindlerův Mlýn die Silbermedaille mit der Staffel. In der Saison 1965/66 wurde er bei der Winter-Universiade 1966 in Sestriere Vierter über 15 km und belegte bei den Nordischen Skiweltmeisterschaften 1966 in Oslo den 40. Platz über 15 km sowie den 11. Rang mit der Staffel. In der Saison 1967/68 holte er bei der Winter-Universiade 1968 in Innsbruck erneut die Silbermedaille mit der Staffel und errang bei seiner einzigen Teilnahme an Olympischen Winterspielen im Februar 1968 in Grenoble den 65. Platz über 15 km.